# ちくわ。
ちくわ。（11月27日 - ）は、日本の漫画家。2022年より『電撃だいおうじ』（KADOKAWA）にて、『妹はカノジョにできないのに』のコミカライズを連載している。

## 来歴
2019年に『早瀬川君と女神なお姉さん』を連載。2021年に『電撃だいおうじ』（KADOKAWA）にて『からふるキューシート！』の連載を開始。2022年から同誌にて、鏡遊による小説のコミカライズ『妹はカノジョにできないのに』の連載を開始。

## 作品リスト

### 連載
- 早瀬川君と女神なお姉さん（『コミック電撃だいおうじ』Vol.69[4]〈2019年5月〉 - Vol.83[5]〈2020年7月〉） - 読み切りから連載化[4]。
- からふるキューシート！（『コミック電撃だいおうじ』Vol.91[3]〈2021年3月〉 - Vol.105[6]〈2022年5月〉）
- 妹はカノジョにできないのに（原作：鏡遊、キャラクターデザイン：三九呂、『コミック電撃だいおうじ』Vol.111[2]〈2022年11月〉 - ）

### 読み切り
- 早瀬川君と女神なお姉さん（『コミック電撃だいおうじ』Vol.67[7]〈2019年3月〉）

### 書籍
- 『早瀬川君と女神なお姉さん』、KADOKAWA〈電撃コミックスNEXT〉2020年、全2巻
- 『からふるキューシート！』、KADOKAWA〈電撃コミックスNEXT〉2021年 - 2022年、全2巻
- 『FPSの友達とリアルで会う漫画』KADOKAWA、2023年3月25日発売[8][9]、ISBN 978-4-04-112282-2
- 『妹はカノジョにできないのに』、原作：鏡遊、キャラクターデザイン：三九呂、KADOKAWA〈電撃コミックスNEXT〉2023年 - 、既刊3巻（2024年11月27日現在）